# La Roche-Chalais
La Roche-Chalais település Franciaországban, Dordogne megyében. Lakosainak száma 3023 fő (2022. január 1.). La Roche-Chalais La Barde, Saint-Aigulin, Les Églisottes-et-Chalaures, Saint-Antoine-sur-l’Isle, Saint-Christophe-de-Double, Eygurande-et-Gardedeuil, Servanches, Saint-Aulaye-Puymangou és Parcoul-Chenaud községekkel határos.

## Népesség
A település népességének változása:
| Lakosok száma | 1379 | 2951 | 2860 | 2765 | 2932 | 2970 | 2999 | 3022 | 3009 | 3023 |
|               | 1968 | 1982 | 1990 | 2006 | 2013 | 2015 | 2017 | 2019 | 2020 | 2022 |